# للموت (مسلسل)
للموت مسلسل لبناني سوري مشترك درامي عرض في رمضان 2021

## قصة العمل
تدور أحداثه حول شابتين ريم وسحر، نشأتا في ظروف صعبة جراء تشردهما وعدم وجود عائلة لأي منهما ريم واسمها الأصلي وجدان وسحر الشابة التي تعرضت للإغتصاب من والدها تعيش كل منهما في الميتم وتهربان منه للتخلص من الفقر والماضي وتقومان بالإحتيال على الرجال الأثرياء من أجل المال والثروة لحين زواجها من هادي الشاب الثري وتبدأ بعدها الأحداث والصراعات

## الممثلون
- ماغي بو غصن (سحر/سمر)
- دانييلا رحمة (ريم/وجدان)
- محمد الأحمد (هادي)
- خالد القيش (باسل)
- باسم مغنية (عمر)
- يامن حجلي(جواد)
- ورد الخال(كارما)

- مهيار خضور (لؤي)

- أوس وفائي (يامن)

- رنده كعدي (حنان)

- صباح الجزائري (نجاح (والدة هادي وباسل))

- فادي أبي سمرا (أمين)

- فيفيان أنطونيوس (باسمة)

- فادية أبي شاهين (سوسو)

- كارول عبود (ساريا)

- ختام اللحام (أم محمود)

- روزي الخولي (أيفون)

- علي الزين (أبو محمود)

- خالد السيد (جابر)

- مجدي مشموشي (فواز)

- وسام صباغ (محمود)

- سمارة نهرا (منى)

- رنين مطر (فرح (فيفى))

- أحمد الزين (عبد الله)

- ريان حركة (لميس)

- تالينا بو رجيلي (الطفلة خلود)

- بديع أبو شقرا (أمير)

- فادي إبراهيم (فريد)